# Sheila Ritchie
Sheila Ritchie, née le 18 mai 1967, est un solliciteur et une femme politique écossaise.

## Biographie
En 2019, elle est élue députée européenne du parti des Libéraux-démocrates.
Elle est consultante (précédemment partenaire) d'un cabinet d'Aberdeen et a été également la cheffe du conseil de district de Gordon,.
Elle est copropriétaire d'un petit domaine dans le sud-ouest de la France, francophile et francophone.

## Carrière politique
Aux élections européennes de 2019, elle est la seule députée des Libéraux-démocrates élue dans la circonscription d'Écosse,.